# بیلی بیکر (بازیکن فوتبال، زاده ۱۸۹۲)
بیلی بیکر (انگلیسی: Billy Baker؛ ۱۱ مه ۱۸۹۲ – ۱۹۸۰ (۸۷−۸۸ سال)) بازیکن فوتبال بود.
از باشگاه‌هایی که در آن بازی کرده است می‌توان به باشگاه فوتبال کویینز پارک رنجرز اشاره کرد.